# Поручиковское сельское поселение
Поручиковское се́льское поселе́ние — муниципальное образование в Заинском районе Татарстана Российской Федерации.
Административный центр — село Поручиково.

## История
Статус и границы сельского поселения установлены Законом Республики Татарстан от 31 января 2005 года № 23-ЗРТ «Об установлении границ территорий и статусе муниципального образования "Заинский муниципальный район" и муниципальных образований в его составе».

## Население
| 2010 | 2011 | 2012 | 2013 | 2014 | 2015 | 2016 |
| ---- | ---- | ---- | ---- | ---- | ---- | ---- |
| 839  | →839 | ↘836 | ↘826 | ↘795 | ↘793 | ↘790 |
| 2017 | 2018 |      |      |      |      |      |
| ↘771 | ↘758 |      |      |      |      |      |

## Состав сельского поселения
| № | Населённый пункт | Тип населённого пункта       | Население |
| - | ---------------- | ---------------------------- | --------- |
| 1 | Камышинка        | деревня                      |           |
| 2 | Канаш            | деревня                      |           |
| 3 | Нератовка        | село                         |           |
| 4 | Новое Пальчиково | деревня                      |           |
| 5 | Поручиково       | село, административный центр |           |
| 6 | Сарапала         | село                         |           |